# Komjatice
Komjatice é um município da Eslováquia, situado no distrito de Nové Zámky, na região de Nitra. Tem 30,76 km² de área e sua população em 2018 foi estimada em 4.292 habitantes.

## Demografia
| Ano:        | 1994 | 2004   | 2014   | 2024   |
| ----------- | ---- | ------ | ------ | ------ |
| Broj ljudi: | 4048 | 4260   | 4304   | 4210   |
| Razlika:    |      | +5,23% | +1,03% | -2,18% |

| Ano:               | 2023 | 2024   |
| ------------------ | ---- | ------ |
| Número de pessoas: | 4197 | 4210   |
| Diferença:         |      | +0,30% |